# Плужине (Невесиње)
Плужине су насељено мјесто у општини Невесиње, Република Српска, БиХ. Према попису становништва из 1991. у насељу је живјело 87 становника.

## Становништво
На Попису 1991. године у Плужинама су живјеле породице Буха, Ђулиман, Шикало и Шито.
| Демографија | Демографија | Демографија |
| Година      | Становника  | Становника  |
| ----------- | ----------- | ----------- |
| 1961.       | 330         |             |
| 1971.       | 267         |             |
| 1981.       | 135         |             |
| 1991.       | 87          |             |